# 1. Sinfonie (Rimski-Korsakow)
Die Sinfonie es-Moll/e-Moll op.1 ist die 1. Sinfonie von Nikolai Rimski-Korsakow. Sie entstand in der Zeit von 1861 bis 1865 und wurde am 19. Dezember 1865 in Sankt Petersburg uraufgeführt. Das Werk hat eine Spieldauer von ungefähr 26 Minuten.

## Sätze
Die Sinfonie ist in vier Sätze unterteilt:
1. Largo assai
2. Andante tranquillo
3. Scherzo: Vivace
4. Allegro assai

## Orchesterbesetzung
3 Flöten, Oboe, Englischhorn, 2 Klarinetten, 2  Fagotte
4 Hörner
3 Pauken (f, a, cis), Becken, Große Trommel
Harfe
Streicher

## Entstehung und Geschichte
Rimski-Korsakow hatte bereits einige Entwürfe zu kommenden Werken erstellt, als er diese dem Komponisten Balakirew, bei dem er selbst kompositorischen Rat suchte, zeigte. Dieser legte ihm nahe, die Pläne zu einer es-Moll-Sinfonie in die Realität umzusetzen. Rimski-Korsakow, damals 17 Jahre alt, erschien dies als ein hoffnungsloses Unterfangen, besaß er doch die theoretischen Grundvoraussetzungen noch nicht im dafür notwendigen Maße. Mithilfe von Balakirew begann er nun, die Sinfonie zu schreiben, wobei Balakirew den Anfang der Orchestration übernahm, mit der sich Rimski-Korsakow schwer tat. Nach wenigen Monaten waren der Kopfsatz, das Finale und das Scherzo weitgehend beendet. 
Die Arbeiten wurden durch eine etwa zweieinhalbjährige Pause unterbrochen, da Rimski-Korsakow zum Abschluss seiner Offiziersausbildung eine Seereise unternehmen und Balakirew in den Kaukasus reisen musste. 1865 konnte Rimski-Korsakow schließlich die Sinfonie vollenden. Am 19. Dezember 1865 fand die Uraufführung an der Freien Musikschule in Sankt Petersburg statt.
Im Frühjahr 1884 revidierte Rimski-Korsakow seine Sinfonie stark und umfassend, und transponierte das gesamte Werk in die Tonart e-Moll.

## Rezeption
Rimski-Korsakow und seine Sinfonie erregten Aufsehen und wurden größtenteils gut aufgenommen. César Cui bezeichnete das Werk als „erste russische Sinfonie“, unter anderem wegen der Verwendung des Volksliedes „Pro tatarskij polon“ im Andante. In diesem Satz wurde von Peter Tschaikowski vor allem die „Frische der rein russischen harmonischen Wendungen“ gelobt.